# Aperileptus plagiatus
Aperileptus plagiatus är en stekelart som beskrevs av Förster 1871. Aperileptus plagiatus ingår i släktet Aperileptus och familjen brokparasitsteklar. Inga underarter finns listade i Catalogue of Life.